# 三遊亭金馬 (3代目)
三代目 三遊亭 金馬（さんゆうてい きんば、1894年10月25日 - 1964年11月8日）は、日本の落語家。大正・昭和時代に活躍した名人の一人。本名∶加藤 専太郎。出囃子は「本調子カッコ」。当初は落語協会に所属、のちに東宝名人会に所属したが、実質的にフリーであった。
東京府東京市本所（現・東京都墨田区本所）生まれ。初代三遊亭圓歌の門下だが、名人と呼ばれた初代柳家小せんや、橋本川柳にも多くを学んだ。読書家で博学。持ちネタの幅が広く、発音や人物の描き別けが明瞭で、だれにでもわかりやすい落語に定評がある。

## 経歴
1894年10月25日、東京府東京市本所（現・東京都墨田区本所）に生まれる。家業は洋傘屋。
小学校卒業後、本所林町の実家を出て本所相生町で経師屋をしていた伯父の元で奉公修行。近所にあった広瀬という寄席に入り浸り、はじめ講談（講釈）を志し、1912年に講談師の放牛舎桃李（放手金桃李、揚名舎桃李、二代目放牛舎桃林とも）に入門。しかし、講釈を始めると客が笑ってしまうことから噺家の方が向くといわれ、講談には見切りを付けた。
1913年12月、落語の初代三遊亭圓歌にスカウトされて入門、本名の加藤をもじった名前「三遊亭歌当」を名乗った。入門して2年にも満たない大正4年、二ツ目に昇進し、三遊亭歌笑を名乗る。1919年末には三遊亭圓洲に改名し、翌1920年には入門から6年、26歳で真打に昇進した。師匠と反りが合わなかったにもかかわらず、後に名人上手と呼ばれた同時代の八代目桂文楽や六代目三遊亭圓生、五代目古今亭志ん生らと比べても異例のスピード出世である。
1926年4月、先代から贈与を受け31歳で三代目三遊亭金馬を襲名。1930年にはニットーレコード専属の噺家になり、以降、多くの落語をレコードに吹き込んだ。1934年には東宝の専属となり、東宝名人会の常連となるが、東宝系以外の寄席には出演しなくなった。40歳であった。後に東宝傘下となった神田須田町の立花には時々出たが、他の寄席には「のせもの」（客演）として出たことはあっても通常の形で出ることはなかった。1949年に立花が廃業すると、そのままでは弟子たちの修行の場が得られないため、主な弟子は自分のもとから離した。たとえば、三代目三遊亭歌笑は落語協会に所属する弟弟子二代目三遊亭円歌に、山遊亭金太郎は落語芸術協会に所属する二代目桂小文治に預けている。小金馬（後の四代目三遊亭金馬→二代目三遊亭金翁）、は、NHKのテレビ番組『お笑い三人組』の収録で忙殺されており、あまりに忙しすぎて高座に上がりたくても上がることができないような状態であった。そのため四代目は、三代目の存命のあいだ師とともに終始東宝名人会に所属し、寄席には出なかった。三代目死後、四代目は落語協会に加入している。
1954年2月5日、千葉県佐倉市へタナゴ釣りの帰りに総武線の線路を歩き、鉄橋を渡っているときに列車にはねられそれが元で左足を切断する。奇跡的にも一命を取りとめた金馬は放送の約束が気になっていたのか、病院の手術台で麻酔が効き始めると『野ざらし』を一席うかがう。半年後に退院し、高座にも復帰したが釈台で足を隠しての板つきであった。出と引っ込みの時は必ず緞帳を下ろしており、自分の不自由な足を見せないよう心がけたが、これは自分の大好きな釣りのせいだと思われたくない、という金馬の意地でもあった。そのおかげでファンは事故後も変わらぬ金馬節を楽しむことができた。1956年、第7回のNHK放送文化賞を受賞。
1964年11月8日、肝硬変のため入院中の東京都新宿区の慶應病院で死去、70歳没。墓所は台東区永見寺。死ぬ直前、初代柳家小せんが、自ら新聞に死亡広告をだしたという例にならって金馬もまた死亡通知を作成した。

## 芸風・評価
古典を中心に持ちネタの数が非常に多く、爆笑落語から人情噺まで幅も広かった。登場人物の描き別けがきわめて明瞭で聴き取りやすく、よく練られた構成も無駄なく確かで「楷書で書いたような落語」と評される。老若男女、誰にでもわかりやすく、しかも過剰な演出はしない。ラジオの寄席番組に度々出演し、その芸風から親しまれた。
若い頃、第一次落語研究会の準幹部で実力派であり、旅回りの演芸一座（柳家金語楼も7歳の時、そこでデビュー）を持っていた二代目三遊亭金馬が、三遊派の分裂騒ぎで地方に旅回りに出たのに随行し、腕を磨いた。
1913年にはやはり落語研究会準幹部で噺のうまさに定評があった朝寝坊むらくが、四代目橘家圓蔵との立花家橘之助を巡る諍いから殴打事件を起こし、名前を返上して「橋本川柳」を名乗り、東京を離れ旅に出た。彼の落語に傾倒していた金馬は噺を教わりたくてこれについて行き、稽古をつけてもらいながら大阪まで随行した。同じ頃、若き日の八代目桂文楽も圓馬に稽古を付けてもらっているが、金馬は圓馬の豪快な面を、文楽は繊細な面を継承したと評される。
金馬は存命中、ラジオや有線放送、レコードなどを通じて老若男女問わず国民的な人気があった。それにも関わらず、読書家で故事風俗・古典にも通じた博識を煙たがられたためか、久保田万太郎やその弟子安藤鶴夫などの評論家とは不仲で、不当に低く評価された。俳人・劇作家で評論家の久保田万太郎は、第三次落語研究会の会長にも就任したが、爆笑落語や新作落語を嫌い、落語を「鑑賞」する芸術としてみずからの高邁な価値観を押し付けようとしたところがあった。落語研究会の発起人の1人でもあった金馬を「話芸における幅と深みに欠ける」と一方的に断じ、決して評価しなかった。金馬ファンからは久保田の方が「落語を聴くセンスが根本的に欠如していたのではないか」と酷評される所以ともなっている。
絶大な人気で全国に落語ファンを広げた金馬は、落語界の内部でも高く評価されていた。久保田や安藤鶴夫の影響が強かった演芸評論家の矢野誠一が1962年に精選落語会を発足させた時、参加メンバー（八代目桂文楽、八代目林家正蔵、八代目三笑亭可楽、六代目三遊亭圓生、五代目柳家小さん）を文楽に見せた際、文楽から「この会に、金馬さんがはいっていないのは、どういうわけのもんです？」と問われ困ったという。また、安藤鶴夫と反目していた立川談志も金馬の「大衆的な芸」を評価しており、自身で編集した全集「席亭・談志の夢の寄席」に金馬を収録している。
古今亭志ん朝も金馬のその口調の素晴らしさを、「志ん生、金馬とこう並べると、わたしなんか好みからいくと志ん生なんですけど、本当にお手本にすべきはやはり金馬なんですね。だからたまにテープを聞いたりすると、「ああ、こういうふうにしゃべれないもんかなあ」と思いますね」と江國滋に語っている。さらに新宿末廣亭の大旦那と呼ばれた北村銀太郎は「昭和の大物」として、文楽・志ん生と並べて金馬の名を挙げている。

## 逸話
講談時代には出っ歯でギョロ目の風貌と声により客が笑ってしまうため見切りを付け早い時期に講談師になる夢を断念した。
師匠は初代三遊亭圓歌。しかし、金馬は初代圓歌の総領弟子であったが「圓歌」を継がず、二代目圓歌は弟弟子が継ぎ、本人は「金馬」を継いでいる。彼は師匠に博打で金を巻き上げられるなど悶着・争いが絶えず、まったくそりが合わなかった。一方、二代目金馬は三遊派の分裂騒動に連座し三遊分派に参加したが、ごたごた続きで東京にいられなくなった。そこで自分の演芸一座を率い、「堀江六人斬り」事件で両腕を失った松川家妻吉、戸塚芸者で36貫（136kg）の大女・旭家照吉などをプロデュースしつつ、地方にドサ回りに出た。前座〜二ツ目時代の三代目金馬もそこに加わり、旅で見聞を広めながら腕を磨いたのである。そうした縁もあり、1926年4月、前の年に中風を患い高座に上がらなくなった二代目は、主だった直弟子が他門に移っていたこともあり、三代目に金馬生前贈与。自らは三遊亭金翁という隠居名を名乗った。
前述のように、若い頃旅興業に出たため大阪にも滞在したため知己が多く、上方落語界が五代目笑福亭松鶴と二代目桂春團治の2派に分裂した際、仲介役を買って出ている。
帝国芸術院（後の日本芸術院）会員で戦後は日本放送協会理事などを勤め、第三次落語研究会会長として演芸界にも絶大な影響力を誇っていた俳人・評論家の久保田万太郎は、博識で権威に媚びない金馬を毛嫌いし、エッセイの一節に、寄席で金馬一門の出演の際にはトリの金馬が出てくる前に帰ったとまで書いている。
自らもネタにしている通り、若いころは遊廓にもよく通った。「吉原の小川楼（揚屋町にあった庶民的価格の張見世）に、一文無しで遊ばせる女がありましてね。遊んだ明くる朝、木戸銭10銭と書いて店の者や客を集めて、あたしが居残り佐平次かなんか喋る。前の晩遊んだおアシがそっくり出て、明くる日いくらかもらって帰る（笑）。実にありがたい世の中で」と、しみじみ語っている（『随談 艶笑見聞録』）。遊びが高じて吉原角町の大見世稲本楼の高級遊女で清河という女を身請けし、山口巴（江戸町）の並びに引き手茶屋を経営させていたこともあったが、「ほかに男をこしらえて逃げちゃいました。色男じゃないってのは証明できます。」と語っている。こうした貴重な経験や風俗、古老の伝承、豊富な読書から得た蘊蓄を高座で即興で演じたことも多く、それらは「艶談楽屋帳」「変人様列伝」や「猫の災難」（古典落語「猫の災難」とは無関係の、漫談の演題である）などに収められている。
生き物が好きで、犬から蛙までさまざまな生き物を飼っていた。犬には「寿限無」と名付け、代々の愛犬は犬種は違えど必ずこの名前であった。金馬の著書や隋談にも何度か登場し、その際は寿限無または○代目寿限無と呼ばれている。だが、弟子の二代目桂小南が後年「師匠は生き物を顎で飼っていた」と述懐するように、その世話はほとんど内弟子に任せていた。

### あだ名
出っ歯で頭髪が少なく、研究熱心で故事に通じた金馬は「やかんの先生」とも呼ばれていた。このネーミングはダブルミーニングであり、まず1点目に、見た目が禿頭でやかんに似ているということ、そして、もう1点は、同名の落語演目「薬缶」に出てくる知ったかぶりの先生に由来する）。その蘊蓄を盛り込んだ著書『浮世断語（うきよだんご）』は、芸界を描いた書籍のなかで傑作の一つといわれている。
楽屋うちのあだ名は「小言幸兵衛」であった。弟子の桂小南が「とにかくガミガミやかましい師匠でした」と述懐しており、四代目金馬は、稽古は自分ではつけてくれないのに、よそで覚えてきた噺を目の前でやらせて「まずいねぇ」を連発していたことを述懐している。

### 趣味

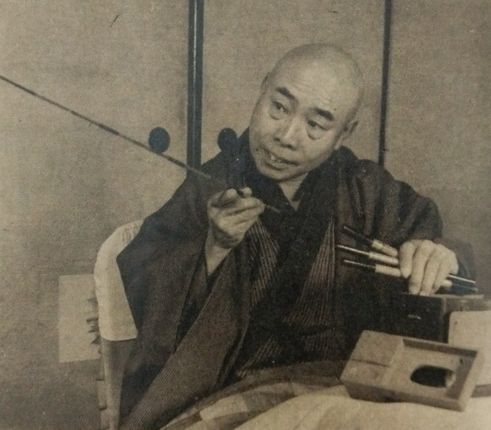
1949年、趣味の釣りの道具を手入れする金馬

趣味は釣りで、『江戸前つり師』『江戸前の釣り』など、釣りに関する著書もある。スケジュールを本業の落語より優先させ、例えば禁漁解禁日などの釣りにおける重要な日には欠かさず釣り場に現れた。その日の高座を抜いたことは言うまでもない。1954年に鉄道事故により片足を切断したが、それもきっかけは釣りであった。
弟子のゆたかに釣りに同行するよう言いつけたが、ゆたかはミミズが苦手と言って断った。これに対し、金馬はおとなしく引き下がったものの、翌日、ゆたかの部屋はミミズだらけになったという。金馬の悪戯であることは明白だが、金馬はとぼけて、そのことはおくびにも出さなかったという。

### 三平・香葉子夫妻との交流
金馬の趣味は前述の通り釣りだが、お気に入りの釣竿（和竿）があり、それを作る名職人（江戸竿師）「竿忠」の娘が海老名香葉子であり、幼いころから家族ぐるみの交流があった。香葉子は、太平洋戦争の東京大空襲で一夜にして父を含む家族のほぼ全員（三兄の中根喜三郎はただ一人空襲を生き延びている）を失い、みなし子となった。竿忠の安否を気遣って焼け跡に探しに行った金馬は、生き残った香葉子を見つけ、「ウチの子におなりよ」と声をかけ、連れ帰った。
こうして香葉子は金馬の事実上の養女として育ててもらった。金馬は東宝名人会の専属であり、東宝名人会の同僚に七代目林家正蔵がいたが、その7代目正蔵の子は、のちに「爆笑王」として人気を馳せる初代林家三平であった。このような縁もあり、香葉子と初代三平が結ばれることになった。三平・香葉子夫妻を描いたテレビドラマ『林家三平ものがたり おかしな夫婦でどーもスィマセン!』（テレビ東京系・2006年8月20日で放送）にも金馬が登場し、金馬役を立川志の輔が演じた。

## 年譜
- 1912年 - 講談師の放牛舎桃李に入門。
- 1913年 - 初代三遊亭圓歌に入門、「歌当」を名乗る。
- 1916年 - 二ツ目昇進し、「歌笑」を襲名。
- 1919年12月 - 「圓洲」に改名。
- 1920年9月 - 真打昇進。
- 1926年4月 - 「三代目三遊亭金馬」を襲名。
- 1930年 - ニットーレコードの専属となる。
- 1934年 - 東宝の専属となり、東宝名人会の常連となる。東宝系以外の寄席には出演しなくなった。
- 1953年 - 日本放送協会の準専属となる。
- 1954年2月 - 列車に撥ねられ、左足先を切断。高座で正座出来なくなり釈台を置くようになる。
- 1964年11月 - 死去。

## 持ちネタ
録音は戦前からSPレコードを150枚以上残し、ラジオ放送が開始されると多くのライブ録音を残した。
- 池田大助
- 居酒屋[2][注釈 5]
- 浮世床
- うどんや
- 蛙茶番
- 堪忍袋
- 狂歌家主
- 禁酒番屋
- 金明竹
- くしゃみ講釈
- 孝行糖
- 高野違い
- 小言念仏
- 権兵衛狸
- 雑俳
- 三軒長屋
- 品川心中
- 死神
- ジャズ息子[8][注釈 6]
- たがや
- 大師の杵
- 高尾
- 高田馬場
- たらちね
- 茶の湯
- 付き馬
- てれすこ
- 転失気
- 転宅
- 道灌
- 道具屋
- 唐茄子屋政談
- 佃祭
- 長屋の花見
- 二十四孝
- 錦の袈裟
- 寝床
- 花見の仇討
- 一目上り
- 雛鍔
- 万病円
- 妾馬
- 目黒のさんま
- やかん
- 弥次郎
- 藪入り
- 夢金
- 湯屋番
- 寄合酒 他

## 一門弟子
入門順に表記。一番弟子の銀馬と二番弟子の初代金太郎の間には数名の弟子がいたが廃業した。
太字は現役。
- 初代山遊亭金太郎 - 講談師五代目一龍斎貞丈の実弟
- 二代目三遊亭金翁（四代目三遊亭金馬）

### 移籍
- 三遊亭金平 - 二代目三遊亭円歌門下へ
- 二代目山遊亭金太郎 - 二代目桂小文治門下へ
- 三遊亭金平 - 金馬没後五代目柳家小さん門下へ
- 三遊亭金時 - 金馬没後は林家彦六門下へ
- 三遊亭ゆたか - 金馬没後は二代目桂小南門下へ移籍し、さらに五代目柳家小さん門下へ

### 廃業
- 三遊亭銀馬

## 著書
- 『三遊亭金馬落語独演会』鱒書房〈名人シリーズ〉、1955年。ASIN B000JB2KAS。
- 『浮世断語』有信堂、1959年。ASIN B000JAT3LI。
  - （再版）『浮世断語』旺文社〈旺文社文庫〉、1981年7月。ASIN B000J7X380。
  - （再版）『浮世断語』河出書房新社〈河出文庫〉、2008年12月。ISBN 4309409369。
- 東大落語会 編『三遊亭金馬集』青蛙房、1970年。NDLJP:12551534。
- 古典落語 金馬・小円朝集 三遊亭金馬,三遊亭小円朝 筑摩書房 1990.3
- 『江戸前つり師:釣ってから食べるまで』徳間書店、1962年。
  - （再版）『江戸前つり師:釣ってから食べるまで』徳間書店〈徳間文庫〉、1988年4月。ISBN 4195985048。
- 『江戸前の釣り』つり人社〈つり人ノベルズ〉、1992年8月。ISBN 488536213X。
  - （再版）『江戸前の釣り』中央公論新社〈中公文庫〉、2013年5月。ISBN 4122057922。

## 視聴覚資料
- 三代目三遊亭金馬全集 CD版（日本音声保存）1995.05
- 三代目三遊亭金馬落語名演集（日本コロムビア、COCJ-35031-35040）2008.07.02
- 『昭和戦前面白落語全集 東京篇』（CD16枚と別冊解説書）日本音声保存/エニー、2006年9月1日。ISBN 978-4901708968。
  - （CD第5巻）『昭和戦前面白落語全集 東京篇五 三代目三遊亭金馬』（CD）日本音声保存/エニー。ANOC-7016。
  - （別冊解説書）『昭和戦前面白落語全集 東京篇 解説書』日本音声保存。